# Classement FICP 1987
Navigation
Édition précédente Édition suivante
Le classement FICP 1987 est la classement établit par la Fédération internationale du cyclisme professionnel (FICP) pour désigner le meilleur cycliste sur route professionnel de la saison 1987. L'Irlandais Sean Kelly remporte le classement pour la quatrième fois de suite après ses précédentes victoires en 1984, 1985 et 1986.

## Classement
| Classement | Coureur            | Points |
| ---------- | ------------------ | ------ |
| 1          | Sean Kelly         | 1198   |
| 2          | Stephen Roche      | 919,25 |
| 3          | Adrie van der Poel | 597,50 |
| 4          | Moreno Argentin    | 563    |
| 5          | Claude Criquielion | 550    |
| 6          | Eric Vanderaerden  | 504,75 |